# Vegeta (condiment)
Pour les articles homonymes, voir Vegeta (homonymie).
Vegeta est un condiment à base de légumes et d'épices déshydratés produit par l'entreprise croate Podravka.

## Histoire
La recette est inventée en 1959 par Zlata Bartl, une scientifique yougoslave. Entrée en 1955 à Podravka comme chimiste,, son équipe produit en 1957 des soupes de légumes en sachet, puis des soupes au poulet et bœuf avec pâtes. Le produit est lancé sur le marché en 1959, connaît le succès à l'international et devient une des marques croates les plus connues. C'est un ingrédient populaire de la cuisine des pays d'Europe de l'est.